# Le Havre (joc de taula)
Le Havre és un joc de taula centrat en el desenvolupament econòmic i comercial de la ciutat de Le Havre. Està inspirant en jocs com Caylus i Agricola i es va desenvolupar el desembre de 2007.
El joc va ser editat per Uwe Rosenberg i Hanno Girke, il·lustrat per Klemens Franz i publicat originalment per Lookout Games i distribuït per Heidelberger Spieleverlag. A Espanya actualment és publicat per Maldito Games.
El joc es va publicar a Spiel el 2008 en alemany i anglès australià, ambdues edicions publicades per Lookout Games. La seva recepció no va ser tan bona com la del seu predecessor Agricola a les enquestes Fairplay, amb una puntuació de 2,51 (1 és el millor), però té una puntuació alta de 7,9/10 a BoardGameGeek, classificant-se entre els 100 millors jocs i habitualment molt ben considerat pels crítics.
El joc va ser adaptat com a una aplicació per iOS per Codito Development Inc. que va ser publicada el 21 de juny de 2012. El joc té una puntuació de Metacritic del 82%.
L'any 2012 es va publicar una versió per a dos jugadors anomenada Le Havre: The Inland Port. També n'hi ha una aplicació per a iOS.

## Joc
El joc ens situa al port de Le Havre, on els jugadors poden adquirir mercaderies com peix, fusta i altres béns dels molls. Aquests béns s'utilitzen per alimentar els treballadors, per construir edificis i vaixells, o bé es transformen en productes acabats. Per exemple, es pot construir un fumador en el qual els jugadors poden processar peix per obtenir-ne en peix fumat, que és més valuós.
El joc dura un nombre determinat de rondes i el guanyador és el jugador amb més riquesa neta al final.
Els punts es guanyen guanyant diners, construint edificis i vaixells (que tenen els seus propis valors) i venent béns. Al final de cada ronda, els jugadors han de poder donar menjar als seus treballadors. La quantitat de menjar depèn del nombre de rondes i del nombre de jugadors, començant baixa i augmentant gradualment a mesura que avança el joc. Els jugadors que no planifiquin amb antelació, es poden trobar amb una escassetat d'aliments que requerirà demanar préstecs del Banc. Construir vaixells pot ajudar a solucionar aquest problema alimentari, ja que cada vaixell donarà al jugador un descompte a l'hora d'obtenir aliments (compten com a rutes comercials que ofereixen al jugador més fonts d'aliment).

## Premis
- Nominat a joc de taula més innovador Golden Geek de 2009[7]
- Guanyador del joc de taula Golden Geek de 2009[8]
- Millor joc d'estratègia multijugador International Gamers Awards de 2009[9]
- 2n millor joc familiar/per adults del Deutscher Spiele Preis de 2008[10]
- Mepple Choice Award de 2008
- Nominat al Japan Boardgame Prize Voters' Selection de 2009 i 2010[11][12]
- Millor joc dur per la crítica i l'audiència JoTa 2009[13]